# Red Bull Arena (Lipsko)

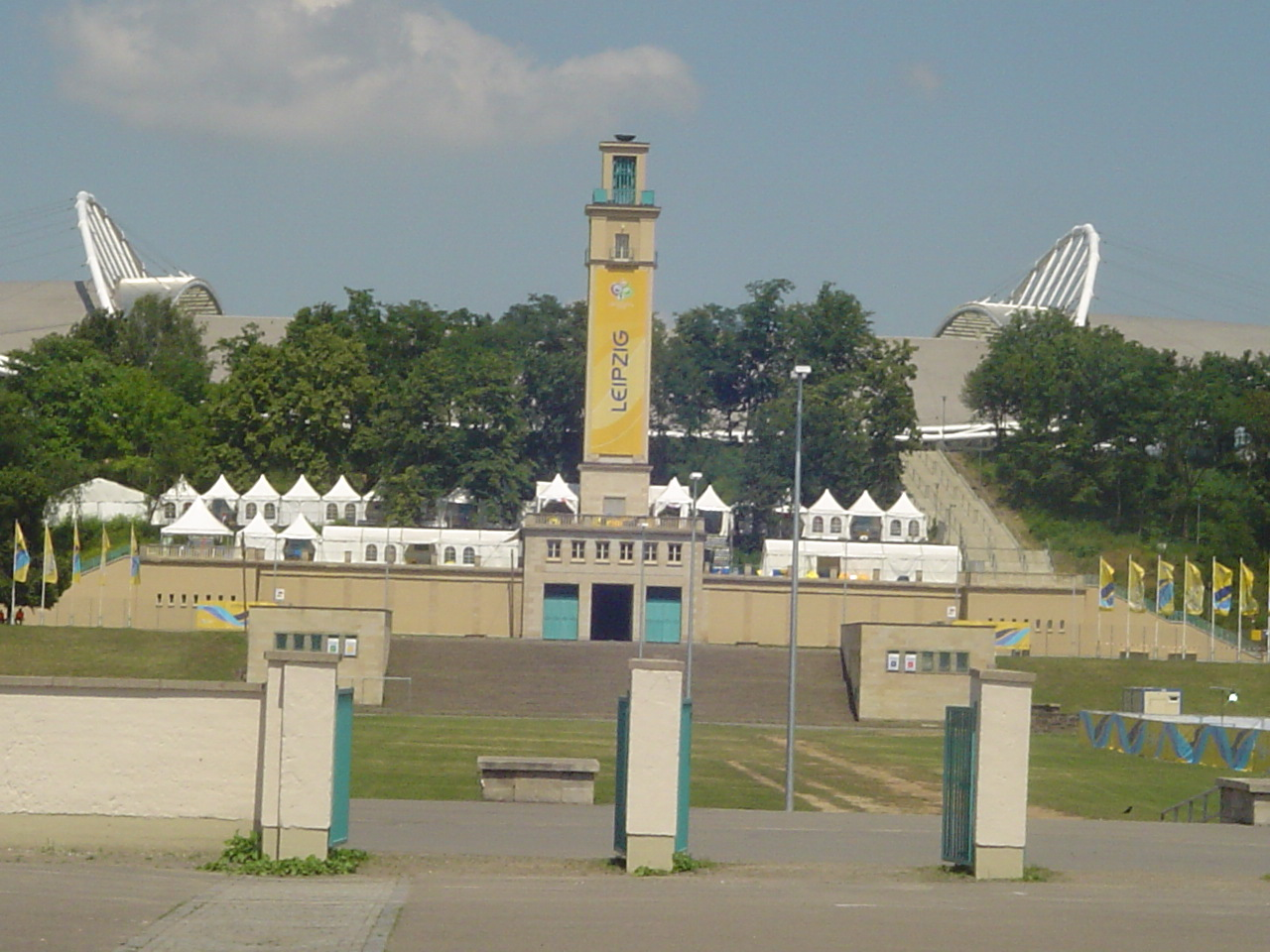
Vstup

Red Bull Arena, dříve Zentralstadion (Centrální stadion), je hlavní fotbalový stadion v Lipsku (Sasko, Německo), kde hraje od roku 2010 své domácí zápasy klub RB Leipzig.

## Historie
Centrální stadion byl otevřen v roce 1956 a až do své přestavby byl největším stadionem v Německu s kapacitou 100 000 sedících diváků. Během socialismu stadion sloužil mj. pro spartakiády. V roce 1997 se město rozhodlo pro přestavbu stadionu. Ta proběhla od prosince 2000 do června 2004. V roce 2006 se stadion stal hostitelem čtyř zápasů Mistrovství světa v kopané.

## Vnější rozměry
- sever-jih: 230 m
- západ-východ: 210 m
- výška střechy: 46.5 m
- plocha střechy: 28,100 m²

## Mistrovství světa ve fotbale 2006
Centrální stadion je jedním ze stadionů, kde se roku 2006 hrálo mistrovství světa ve fotbale a jediným v bývalém Východním Německu.

## Adresa
Am Sportforum 3
04105 Leipzig